# Siata Formichetta
La Siata Formichetta  es una pequeña furgoneta basada en el Seat 600, fabricada por la filial Siata Española S.A. en su fábrica situada en Tarragona. Estaba destinada a la industria, las modificaciones respecto al Seat 600, era la caja para la transformación a furgoneta, de la que se construyeron dos versiones, el modelo Combinado y el modelo Estándar, su capacidad de carga era de 300 kg.
Las mecánicas estaban basadas en el mismo motor que utilizaba el 600-D, fue uno de los modelos de más éxito de Siata Española, pues fabricaría 7000 unidades aproximadamente.
Cabe destacar que carrocerías Costa, bajo el modelo 
Seat 600, también desarrollo su propio modelo denominado furgoneta Seat Costa, semejantes a la Formichetta de Siata, aunque con algunos cambios leves de diseño, a simple vista los más notables son la altura de la caja, los pilotos traseros y el modo de apertura del capó motor.

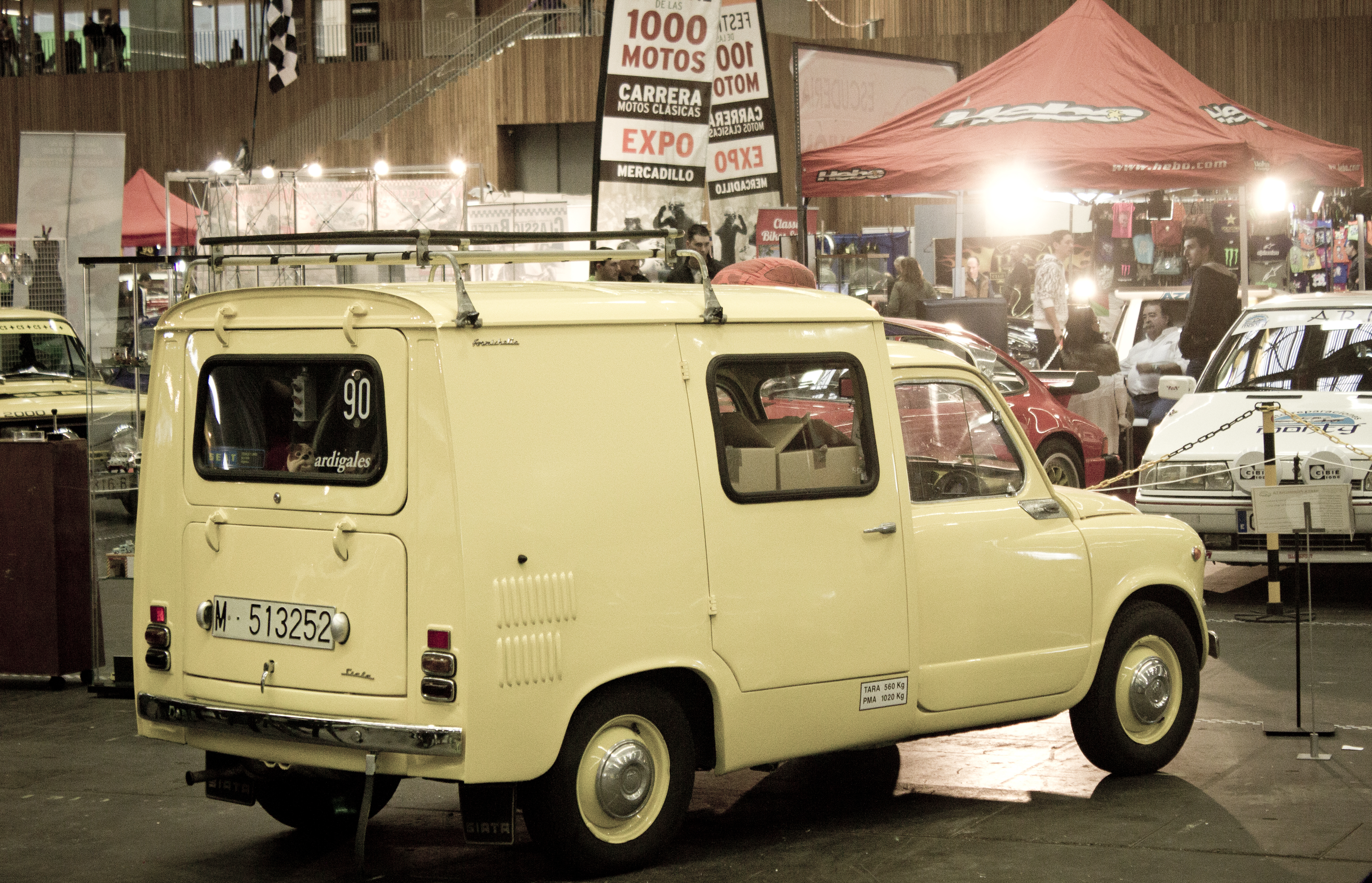
Siata Formichetta vista posterior.